# Squatina
Squatina é o único género de tubarões pertencentes à família Squatinidae, conhecidos pelo nome de cação-anjo. Esta é a única família integrada na ordem Squatiniformes.
São tubarões de corpo achatado e barbatanas peitorais largas, assemelhando-se às raias.
Este género tem 16 espécies. Ocorrem em águas tropicais e temperadas de todo o planeta.
São ovovivíparos e em cada postura têm cerca de 13 crias.

## Espécies
- Squatina aculeata Cuvier, 1829: 188 cm
- Anjo-do-leste-africano (Squatina africana) Regan, 1908: 80 cm
- Cação-viola (Squatina argentina) (Marini, 1930): 170 cm
- Squatina australis Regan, 1906: 152 cm
- Squatina californica 'Ayres, 1859: 152 cm
- Squatina dumeril Lesueur, 1818: 152 cm
- Squatina formosa Shen & Ting, 1972:
- Squatina guggenheim Marini, 1936:
- Squatina japonica Bleeker, 1858: 200 cm
- Squatina nebulosa Regan, 1906:
- Squatina occulta Vooren & da Silva, 1992:
- Squatina punctata Marini, 1936
- Squatina squatina (Linnaeus, 1758), 183 cm
- Squatina tergocellata McCulloch, 1914: 100 cm
- Squatina tergocellatoides Chen, 1963: 63 cm